# Actinodura egertoni
La actinodura de Egerton (Actinodura egertoni) es una especie de ave paseriforme de la familia Leiothrichidae propia de las montañas del subcontinente indio. Se encuentra en Bután, China, India, Birmania y Nepal. Sus hábitat natural son los bosques húmedos subtropicales de montaña.